# Weilers
Weilers ist der nach Einwohnerzahl kleinste Ortsteil der Stadt Wächtersbach, im hessischen Main-Kinzig-Kreis und gehört neben Aufenau, Hesseldorf und Neudorf zu seinen Talgemeinden. Drei weitere Ortsteile Wittgenborn, Waldensberg und Leisenwald liegen auf der Spielberger Platte.

## Geografie

### Geografische Lage
Das Straßendorf liegt zwischen Spessart und Vogelsberg am Rande des Büdinger Waldes, drei Kilometer nordöstlich von der Kernstadt Wächtersbach entfernt, linksseits der Bracht.

### Nachbargemeinden
Weilers ist über die Kreisstraße K 886 an die Ortsteile Hesseldorf im Süd-Westen und an Neudorf im Süden angebunden. Im Norden grenzt Weilers an Schlierbach, einen Ortsteil der Gemeinde Brachttal.
|                         | Schlierbach                                 | Bad Soden  |
| Wittgenborn, Hesseldorf | Kompassrose, die auf Nachbargemeinden zeigt | Salmünster |
| Wächtersbach            | Aufenau                                     | Neudorf    |

## Geschichte

### Mittelalter
Die älteste bekannte schriftliche Erwähnung des Orts erfolgte im Jahr 1354 unter dem Namen Wilers. Gegründet wurde er von Konrad IV. von Trimberg. Eine Kapelle wird in Weilers im gleichen Jahr genannt. Bereits 1365 „verkauften Konrad von Trimberg und sein Sohn …das Dorf … an Dietrich Faulhaber und seine Frau Lukarde“. Zu dieser Zeit gab es dort bereits eine Mühle.
Vom Mittelalter bis ins 19. Jahrhundert hatte der Ort Holz- und Hute- beziehungsweise Mastungsrechte im Büdinger Wald, er war den sogenannten eingeforsteten Dörfern (wie etwa Breitenborn) gleichgestellt worden.

### Neuzeit

#### Die Herrschaft
Durch einen Vertrag vom 26. März 1603 zwischen Johann Ludwig Faulhaber und Graf Wolfgang Ernst I. zu Ysenburg ging das Dorf dann endgültig in Ysenburger Besitz über. Johann Ludwig Faulhaber († 1613), und nach ihm sein Sohn Johann Engelbert Faulhaber waren noch Lehensnehmer des Dorfes, mit dem frühen Tod von Johann Engelbert starb die Familie Faulhaber 1624 in männlicher Linie aus.
Während des Dreißigjährigen Krieges im Jahr 1630 ereilten das 90 Seelen zählende Dorf zwei Schicksalsschläge: den Durchzug kaiserlicher Truppen (Kroaten) und eine Pestseuche. „Nach dem Ende des Krieges lebten nur noch 15 Menschen in Weilers“.
Bei der Aufteilung der der Büdinger Stammlinie der Grafschaft Ysenburg 1687 fiel unter anderem auch das Dorf Weilers an Ferdinand Maximilian I., den Begründer der Wächtersbacher Linie der Ysenburger. Unter Napoleon, von 1806 bis 1815 zum neu geschaffenen Fürstentum Isenburg, anschließend für ein Jahr zu Österreich, von 1821 bis 1866 zum Kurfürstentum Hessen. Im Ergebnis des deutschen Bruderkrieges, von 1866 wurde Kurhessen von Preußen besiegt und annektiert. Von 1945 bis 1970 gehörte Weilers zum hessischen Kreis Gelnhausen.

### Das Dorf

#### Die Ziegelhütte
Ein um 1700 zwischen Weilers und Schlierbach entdecktes Lehmvorkommen führte schon bald zur Errichtung einer Ziegelhütte in Weilers (1712 erwähnt). Dies ist bemerkenswert, da in dieser Zeit „die landläufige Bauweise aus Fachwerk … sowie die Dachbedeckung aus Holz und hauptsächlich Stroh“ bestanden, und „erst Ende des 18. Jahrhunderts die Dachziegeln durch feuerpolizeiliche Verordnung häufiger zur Anwendung“ kamen. Die Ziegelei war in gräflichem Besitz und wurde an wechselnde Betreiber verpachtet. Sie diente nicht nur zur Herstellung von Ziegelsteinen und Tondachziegeln, sondern auch zum Brennen von Kalk für Maurerarbeiten. Die Ziegelei wurde 1874 abgerissen, nachdem sie schon in den Jahren zuvor nicht mehr in Funktion war. „Die verbliebenen Gebäude dienten … als Forsthaus“.

#### Die Keramik
1832 gründete Graf Adolf II. von Ysenburg-Wächtersbach, zusammen mit anderen Teilhabern, in Weilers die Waechtersbacher Keramik. Im Verbund mit der Hesseldorfer Mühle begann am 1. Oktober 1832 in Weilers die Produktion, in einer angemieteten Hofraite. Bereits nach zwei Jahren (1834) wurde sie, wegen der dort günstigeren Bedingungen, nach Schlierbach verlegt. Im Dorf gab es, neben den in der Keramik arbeitenden eine Reihe von weiteren Berufen: „Tuchmacher, Leineweber, Strumpfwirker, Wollenkämmerr, Hirten, Tagelöhner, Korbmacher, Zimmerer, Maurer und viele Waldarbeiter“.

#### Die Schule
Seit 1669 besuchten Weilerser Kinder den Schulunterricht in Hesseldorf. 1715 bzw. 1837 wurde in Hesseldorf ein Schulgebäude errichtet. Zu Beginn des 20. Jahrhunderts bestand für die Kinder des Dorfes, wegen des Fehlens einer Brücke über die Bracht, keine ganzjährig nutzbare Verbindung zur Schule in Hesseldorf. Vorausgegangen war ein Streit um eine Beteiligung von Weilers am Neubau der Schule in Hesseldorf in Höhe von 6000 Mark. Nachdem Weilers dies verweigerte wurde von Seiten der Hesseldorfer der einzige, die Dörfer verbindende Bohlensteg über die Kinzig abgerissen. Da wegen der großen Kinderzahl ohnehin ein Schulbedarf bestand, wurde 1909 eine eigene Schule in Weilers eingerichtet. 1970 wurde diese „einklassige“ Schule, in der parallel acht Schuljahrgänge beschult wurden, geschlossen.

#### Die Vogelsberger Südbahn
Die Vogelsberger Südbahn verband bis 1967 die Stadt Wächtersbach mit der Kinzigtalbahn und führte über Birstein zur Vogelsbergbahn mit der Endstation Bahnhof Hartmannshain. Weilers hatte eine Haltestelle an dieser Bahn. Heute führt auf der ehemaligen Bahntrasse der Südbahnradweg, ein bequemer Radweg nach Norden, der einen Anschluss an den Vulkanradweg darstellt.

### Hessische Gebietsreform
Im Zuge der Gebietsreform in Hessen wurde die bis dahin selbständige Gemeinde Weilers am 31. Dezember 1970 zusammen mit Hesseldorf, Neudorf und Wittgenborn, auf freiwilliger Basis, in die Stadt Wächtersbach eingemeindet. Für alle Stadtteile wurde je ein Ortsbezirk mit Ortsbeirat und Ortsvorsteher nach der Hessischen Gemeindeordnung eingerichtet.

## Bevölkerung

### Einwohnerstruktur 2011
Nach den Erhebungen des Zensus 2011 lebten am Stichtag dem 9. Mai 2011 in Weilers 477 Einwohner. Darunter waren 24 (5,0 %) Ausländer.
Nach dem Lebensalter waren 75 Einwohner unter 18 Jahren, 219 zwischen 18 und 49, 96 zwischen 50 und 64 und 180 Einwohner waren älter. Die Einwohner lebten in 210 Haushalten. Davon waren 63 Singlehaushalte, 66 Paare ohne Kinder und 60 Paare mit Kindern, sowie 21 Alleinerziehende und 3 Wohngemeinschaften. In 45 Haushalten lebten ausschließlich Senioren und in 138 Haushaltungen lebten keine Senioren.

### Einwohnerentwicklung
| Weilers: Einwohnerzahlen von 1834 bis 2021 | Weilers: Einwohnerzahlen von 1834 bis 2021 | Weilers: Einwohnerzahlen von 1834 bis 2021 | Weilers: Einwohnerzahlen von 1834 bis 2021 | Weilers: Einwohnerzahlen von 1834 bis 2021 |
| --- | ------------------------------------------ | ------------------------------------------ | ------------------------------------------ | ------------------------------------------ |
| Jahr |                                            |                                            |                                            | Einwohner                                  |
| 1834 | 1834                                       |                                            | 172                                        | 172                                        |
| 1840 | 1840                                       |                                            | 196                                        | 196                                        |
| 1846 | 1846                                       |                                            | 208                                        | 208                                        |
| 1852 | 1852                                       |                                            | 203                                        | 203                                        |
| 1858 | 1858                                       |                                            | 155                                        | 155                                        |
| 1864 | 1864                                       |                                            | 165                                        | 165                                        |
| 1871 | 1871                                       |                                            | 169                                        | 169                                        |
| 1875 | 1875                                       |                                            | 167                                        | 167                                        |
| 1885 | 1885                                       |                                            | 158                                        | 158                                        |
| 1895 | 1895                                       |                                            | 165                                        | 165                                        |
| 1905 | 1905                                       |                                            | 202                                        | 202                                        |
| 1910 | 1910                                       |                                            | 210                                        | 210                                        |
| 1925 | 1925                                       |                                            | 212                                        | 212                                        |
| 1939 | 1939                                       |                                            | 211                                        | 211                                        |
| 1946 | 1946                                       |                                            | 322                                        | 322                                        |
| 1950 | 1950                                       |                                            | 311                                        | 311                                        |
| 1956 | 1956                                       |                                            | 275                                        | 275                                        |
| 1961 | 1961                                       |                                            | 263                                        | 263                                        |
| 1967 | 1967                                       |                                            | 276                                        | 276                                        |
| 1970 | 1970                                       |                                            | 298                                        | 298                                        |
| 1980 | 1980                                       |                                            | ?                                          | ?                                          |
| 1990 | 1990                                       |                                            | ?                                          | ?                                          |
| 2000 | 2000                                       |                                            | ?                                          | ?                                          |
| 2011 | 2011                                       |                                            | 477                                        | 477                                        |
| 2021 | 2021                                       |                                            | 466                                        | 466                                        |
| Datenquelle: Historisches Gemeindeverzeichnis für Hessen: Die Bevölkerung der Gemeinden 1834 bis 1967. Wiesbaden: Hessisches Statistisches Landesamt, 1968. Weitere Quellen: ; Zensus 2011; Stadt Wächtersbach |                                            |                                            |                                            |                                            |

### Historische Religionszugehörigkeit
| • 1885: | 143 evangelische (= 99,35 %), ein katholischer (= 0,65 %) Einwohner |
| • 1961: | 223 evangelische (= 84,79 %), 35 katholische (= 13,31 %) Einwohner  |

## Politik
Der Ortsbeirat für den Ortsbezirk Weilers besteht aus vier Mitgliedern. Der derzeitige Ortsvorsteher ist Glen Lawrence, Stellvertreter ist Rene Kersten.

## Wirtschaft und Infrastruktur

### Verkehrsanbindung

#### Straße
Im Westen bindet die Kreisstraße 886 an die Bundesstraße B 276, die nördlich in den Vogelsberg, und südlich zur Kernstadt Wächtersbach führt und den Autobahnanschlussstelle Bad Orb/Wächtersbach (AS 45) der Autobahn A 66, die nach Frankfurt und Fulda führt.

#### Bahn
Der nächste barrierefreie Bahnhof ist Wächtersbach. Die hier verkehrende Regionalbahn Fulda–Frankfurt (RE 50) hat einen Stundentakt. Hinzu kommt die Regionalbahn Wächtersbach–Frankfurt (RB 51). Der Bahnhof ist behindertengerecht ausgebaut.

#### Radwege
Weilers liegt am Vogelsberger Südbahnradweg, welcher durch das Brachttal führt. Auf dieser Route verkehrte bis 1967 die heute stillgelegte Vogelsberger Südbahn. Anschluss besteht auch zum Hessischen Radfernweg R3. Er führt als Rhein-Main-Kinzig-Radweg von Rüdesheim nach Tann in der Rhön.
Am Bahnhof Wächtersbach und in Hesseldorf besteht Anschluss an den Vogelsberger Vulkan Express, einem Fahrradbus. Von Bad Orb über Wächtersbach kommend, verkehrt er entlang des Vulkanradweges, von Anfang Mai bis Ende Oktober an Samstagen, Sonn- und Feiertagen. Die Endhaltestellen der Linie sind Bad Orb und Hoherodskopf. Es gelten die Tarife des Rhein-Main-Verkehrsverbundes.

#### Nahverkehr
Mit der Buslinie MKK-76 Birstein–Wächtersbach–Bad Soden-Salmünster ist der Ortsteil mit den Gemeinden in Kinzig- und Brachttal und darüber hinaus verbunden.

### Freiwillige Feuerwehr
Die Freiwillige Feuerwehr Weilers hat im Ort einen eigenen Stützpunkt. Mit ihrem Gründungsjahr 1883 zählt sie zu den älteren Feuerwehren des Kreises. In den Statuten von 1892 beschreibt sie sich selber als „… Vereinigung tüchtiger, opferbereiter Männer ..., welche jederzeit bereit sind, sich willig in den Dienst der öffentlichen Ordnung zu stellen. Sie bestehe Gott zur Ehr’, dem Nächsten zur Wehr“. In dieser Zeit bestand sie schon aus 23 Männern. Die Mitglieder und ihre Familien wirkten von Anfang an auch prägend für das gesellschaftliche Leben des Ortes.

## Kultur und Sehenswürdigkeiten

### Kulturdenkmäler
Siehe Liste der Kulturdenkmäler in Wächtersbach-Weilers

### Bildung

#### Kindertagesstätte
Die Kindertagesstätte Abenteuerland im nahen Stadtteil Hesseldorf ist für Kinder im Alter von 1 bis 10 Jahren ausgelegt.
„Die Einrichtung umfasst 4 Gruppen und hat Plätze für maximal 87 gleichzeitig anwesende Kinder“.

#### Schulen
Im Stadtzentrum von Wächtersbach befindet sich die Grundschule Kinderbrücke sowie eine kooperative Gesamtschule, die Friedrich-August-Genth-Schule. Alle Ortsteile sind mit Buslinien an das Schulzentrum der Kernstadt Wächtersbach angebunden. Für den gymnasialen Abschluss steht das Grimmelshausen-Gymnasium Gelnhausen zur Verfügung.

### Dorfgemeinschaftshaus
Weilers verfügt über ein Dorfgemeinschaftshaus. Neben der kommunalen Nutzung kann die Einrichtungen auch für private Veranstaltungen aller Art, Familienfeiern, Präsentationen, Seminare und Ähnliches gebucht werden.

### Vereine
- Damen-Gymnastik-Verein Wächtersbach-Weilers von 1978[23].
- Sportgemeinschaft Hesseldorf-Weilers-Neudorf 1963 e. V.
- 1. Pétanque-Club-Wächtersbach e. V.; gegründet im November 2002. Der Verein praktiziert das mit französische Kugelspiel auf einem von der Stadt Wächtersbach zur Verfügung gestellten Grundstück, nahe dem Radweg nach Schlierbach. „Seit 2003 nimmt der Verein auch an Ligaspielen Teil“.[24]
- Freiwillige Feuerwehr

Neben den örtlichen Vereinen in Weilers, gibt es eine Reihe von gesamt-gemeindlichen Vereinen in Wächtersbach.

## Persönlichkeiten
Mit Weilers verbundene Persönlichkeiten und Familien
- Dietrich Faulhaber (um 1325–vor 1380) (Sohn von Berthold Faulhaber und Gele Schultheiß) und seine Frau Luckard erwarben am 2. Juni 1365 von Konrad von Trimberg das Dorf Weilers. Der Ort blieb etwa 250 Jahre, bis es am 26. März 1603, als Lehen bei der Familie Faulhaber.
- Adolf II. zu Ysenburg-Wächtersbach (1795–1859), gründete in Weilers, gemeinsam mit weiteren Teilhabern, am 8. Juni 1832 eine keramische Fabrik, die Waechtersbacher Keramik. Nachdem es den Gesellschaftern 1833 gelang, die für den Produktionsprozess wichtige Schlierbacher Mühle zu erwerben, wurde die Produktion zum 1. Januar 1834 von Weilers nach Schlierbach verlegt.